# Dorothy Mills
Dorothy Mills (bra: Os Demônios de Dorothy Mills; prt: Dorothy Mills) é um filme irlando-francês de 2008, dos gêneros drama, terror, policial e suspense, dirigido por Agnès Merlet.

## Sinopse
A morte de uma criança abala uma comunidade religiosa, e uma psiquiatra é chamada para examinar a principal suspeita, a adolescente Dorothy Mills. 

## Elenco
- Carice van Houten ... Jane Morton
- Jenn Murray ... Dorothy Mills, Mimi
- David Wilmot ... Xerife Colin Garrivan
- Gary Lewis ... Pastor Ross
- Ger Ryan ... Eileen McMahon
- Rynagh O'Grady... Srta. McCllellan